# René Vidal
 (juillet 2018).
Si vous disposez d'ouvrages ou d'articles de référence ou si vous connaissez des sites web de qualité traitant du thème abordé ici, merci de compléter l'article en donnant les références utiles à sa vérifiabilité et en les liant à la section « Notes et références ».
Pour les articles homonymes, voir Vidal.
René Vidal est un sculpteur français né le 17 novembre 1946 à Biars-sur-Cère (Lot). Les Pyrénées constituent le sujet récurrent de ses sculptures. 

## Un pyrénéiste d'origine lotoise
René Vidal est né le 17 novembre 1946 à Biars-sur-Cère. Son père était artisan sabotier.
Après avoir été élève à l'école nationale des Beaux-Arts de Bourges de Marcel Gili, il enseigne les arts plastiques dans un collège de Vendôme et en 1978 il s'établit à Mourenx.

## L'invention d'une série
Alors qu'il expose l'une de ses œuvres au musée des Beaux-Arts de Pau dans le courant de l'année 1985, il fait la connaissance du couple Sorbé et participe aux manifestations annuelles de « Courant d'art ».
En 1987, il réalise sa première ascension en second de cordée de Didier Sorbé dans la voie est du Pene Sarrière. L'idée d'une série de sculptures sur la chaîne était née l'année précédente à la suite de l'exposition Courant d'art des 36 vues du Midi d'Ossau, en hommage à la série des Trente-Six Vues du mont Fuji d'Hokusai, pour laquelle le sculpteur avait réalisé les Passagères clandestines après l'ascension du pic avec un groupe d'artistes participant à l'exposition[réf. nécessaire].